# Amerikanska Samoa vid världsmästerskapen i friidrott 2009
Amerikanska Samoa deltog vid Världsmästerskapen i friidrott 2009 i Berlin.

## Deltagare

### Herrar
| Gren      | Namn            |
| 100 meter | Aaron Victorian |

### Damer
| Gren      | Namn             |
| 100 meter | Savannah Sanitoa |